# 15 Dywizja Piechoty (Imperium Rosyjskie)
15 Dywizja Piechoty (ros. 15-я пехотная дивизия) – dywizja piechoty Armii Imperium Rosyjskiego, w tym okresu działań zbrojnych I wojny światowej.

## Charakterystyka
W 1914 wchodziła w skład 8 Korpusu Armijnego. Sztab dywizji stacjonował w Odessie. W tym czasie dywizja etatowo posiadała cztery pułki po cztery bataliony oraz brygadę artylerii polowej z 6 bateriami po 8 dział. Doświadczenie zdobyte podczas walk na frontach I wojny światowej  skutkowało zmianami organizacyjnymi. Zimą z 1916 na 1917 rozpoczęto reorganizację dywizji piechoty. Zredukowano liczbę batalionów z 16 do 12 i zmniejszono liczbę dział polowych na mniej aktywnych odcinkach frontu.

## Struktura organizacyjna
Organizacja w 1914
- 1 Brygada Piechoty (Odessa)
  - 57 Modliński pułk piechoty (Chersoń)
  - 58 Praski pułk piechoty (Mikołajów)
- 2 Brygada Piechoty (Odessa)
  - 59 Lubelski pułk piechoty (Odessa)
  - 60 Zamojski pułk piechoty (Odessa)
- 15 Brygada Artylerii (Odessa)